# Carl Magnus Drake
Carl Magnus Drake (af Hagelsrum), född 4 mars 1668, död 1739, var en svensk militär.
Drake blev 1686 volontär vid Livgardet men övergick 1688 som fänrik till ett av de värvade regementen, som ingick i den svenska hjälpkåren till Nederländerna. Sårad och fången i slaget vid Fleurus 1690, gick Drake som kadett 1691 i fransk tjänst, ur vilken han 1696 erhöll avsked som löjtnant. Han återvände därefter hem och tillbringade resten av sitt liv på sina egendomar. Sina upplevelser utomlands har han skildrat i en ännu bevarad dagbok, som publicerades i Historisk tidskrift 1901.